# 古里水电站
古里水電站，正式名称为西蒙·玻利瓦尔水力发电站（西班牙語：Central Hidroeléctrica Simón Bolívar），為位於委內瑞拉玻利瓦爾州的土石坝，橫跨奥里诺科河支流卡羅尼河，壩體長7,426公尺，高162公尺，蓄水形成古里水庫（Embalse de Guri），水庫面積為4,250平方（1,641平方英里）。正式名稱命名自拉丁美洲革命家西蒙·玻利瓦尔。
這座水電廠是世界已建成装机容量第三大的水电站。坝址年径流量1536亿立方米。总库容1350亿立方米，调节库容854亿立方米。水电站装机1030万kW。年发电量510亿千瓦时，为委内瑞拉总发电量的2/3。

## 历史
第一期工程于1963年9月开工，1968年开始发电，1977完工。安装10台机组，总装机容量268万kW。
第二期工程于1978年开工，1984年开始发电，1986年10月竣工。安装10台61万kW机组（最大出力73万kW）。一期安装的机组由于水头提高，装机容量增至300.5万kW。
2019年3月7日，水電廠發生故障，使得委內瑞拉全國有7成地區大停電，委內瑞拉電力公司將水電站故障原因歸咎於「極右派暴民的攻擊癱瘓」，委國政府則稱「美國與反政府組織的顛覆陰謀」，委內瑞拉電力工會則表示是電廠附近發生森林火災導致輸電鐵塔受損，另外有說法是水電站的渦輪機嚴重受損，在停電七天之後，於同月14日恢復供電。
2019年7月22日，委内瑞拉首都加拉加斯及10余个州发生大范围停电。委內瑞拉政府認為造成本次大规模停电的原因是古里水电站遭到电磁攻击。